# Borowe (rejon miadzielski)
Borowe (biał. Баравыя; ros. Боровые) − wieś na Białorusi, w obwodzie mińskim, w rejonie miadzielskim, w sielsowiecie Narocz.

## Historia
W czasach zaborów wieś w gminie Zanarocz, w powiecie święciańskim, w guberni wileńskiej Imperium Rosyjskiego. W 1866 roku liczyła 11 dusz rewizyjnych, należała do dóbr Mokrzyce. W 1905 roku liczyła 88 mieszkańców, 61 dziesięcin.
Po I wojnie światowej pod administracją polską, w Zarządzie Cywilnym Ziem Wschodnich. W latach 1920–1922 w składzie Litwy Środkowej.
Od 11 kwietnia 1922 zaścianek leżał w Polsce, w województwie wileńskim, w powiecie święciańskim, od 1926 roku w powiecie postawskim, w gminie Kobylnik.
W 1931 wieś w 10 domach zamieszkiwało 58 osób.
W 1938 roku miejscowość należała do gromady Syrmierz gminy Kobylnik.